# Republic Plaza (Singapur)
Republic Plaza – wieżowiec w Singapurze, o wysokości 280 m. Budynek został otwarty w 1995, ma 66 kondygnacji.